# كلارا غايفيتس
كلارا غايفيتس (بالألمانية: Klara Geywitz) (ولدت في 18 فبراير 1976 في بوتسدام) هي سياسية ألمانية من الحزب الديمقراطي الاجتماعي (SPD). تشغل منذ 8 ديسمبر 2021 منصب وزيرة الإسكان والتنمية العمرانية والتعمير في حكومة شولتس.
من عام 2004 إلى عام 2019 كانت عضوًا منتخباً بشكل مباشر عن دائرة بوتسدام الأولى في برلمان ولاية براندنبورغ. بعد خسارتها في انتخابات رئاسة الحزب الديمقراطي الاجتماعي في عام 2019 مع أولاف شولتس، اُنتخبت نائبة لرئيس الحزب في ديسمبر 2019.